# Cathédrale Notre-Dame de Senlis
Cette  cathédrale n’est pas la seule cathédrale Notre-Dame.
La cathédrale Notre-Dame de Senlis est une cathédrale catholique romaine d'architecture gothique. C'est un monument situé dans le département de l’Oise à Senlis (France). La cathédrale a été le siège de l’ancien évêché de Senlis, aboli par le Concordat de 1801. Son territoire fut alors réuni au diocèse de Beauvais.
De taille assez modeste (longueur totale extérieure : 76 mètres — à peine plus que Beauvais : 72 mètres), elle est l’un des premiers monuments gothiques du pays. Mais les dimensions d’un sanctuaire sont loin de déterminer son importance architecturale. Avec son portail du couronnement de la Vierge, chef-d’œuvre de la sculpture gothique du XIIe siècle, sa remarquable tour sud, chef-d’œuvre d’architecture gothique du XIIIe siècle, ses façades du transept, toutes deux chefs-d’œuvre du gothique finissant, Notre-Dame de Senlis prend place parmi les plus belles cathédrales de France. Elle est aujourd'hui au centre de la paroisse Saint-Rieul de Senlis.

## Historique

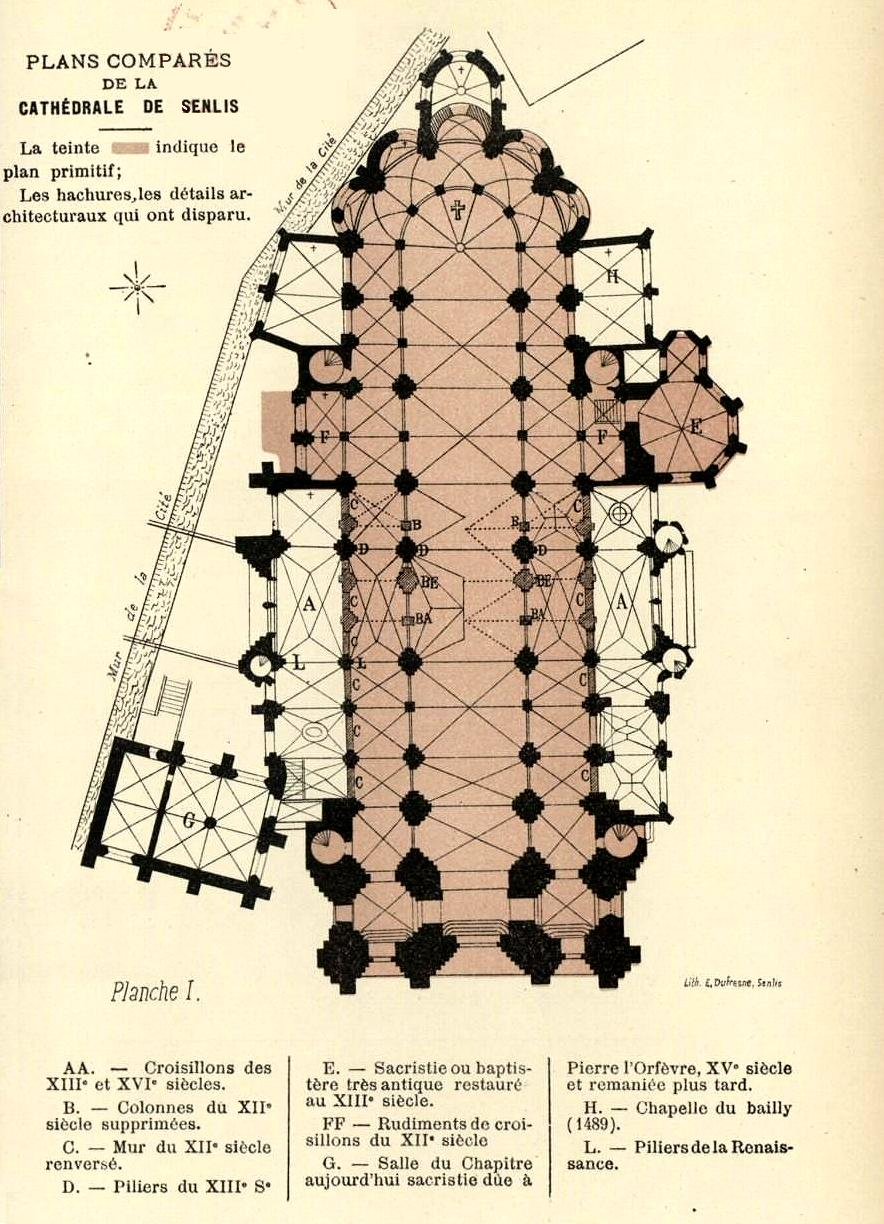
Plan de la cathédrale de Senlis, montrant les rajouts des différentes époques et les détails architecturaux disparus.

Notre-Dame de Senlis fut édifiée à partir de 1151 sur l’emplacement de sanctuaires plus anciens, sous l’impulsion de l'évêque Pierre (1134-1151). Les moteurs principaux de cette entreprise sont la présence fréquente des rois ainsi que la personnalité très forte de l’évêque. Le financement de la construction fut essentiellement le fait des évêques pourtant financièrement moins bien lotis que les autres évêques de la région, étant donné la taille réduite et donc les revenus modestes du diocèse. C’est ce qui explique la petite taille du sanctuaire. La participation du roi et du chapitre des chanoines fut à peu près inexistante.
La construction démarra simultanément aux deux extrémités est et ouest de l’édifice. En 1160, le portail central de la façade occidentale était déjà réalisé. En 1167, la cathédrale possédait déjà son chœur et sa façade occidentale et en 1175, la nef était raccordée au chœur. Aux environs de 1180, la cathédrale voûtée était quasi terminée sauf les transepts. Elle fut consacrée le 16 juin 1191 par l’archevêque de Reims Guillaume aux Blanches Mains. Sa construction avait ainsi duré quarante ans ; mais elle était dépourvue de transept.
La cathédrale fut fortement modifiée au XIIIe siècle : vers 1240, on prolongea la tour sud d’une remarquable flèche à deux étages, superbe joyau de la cathédrale, et l’on interrompit la perspective intérieure en perçant un transept qui laissa la nef plus courte que le chœur.

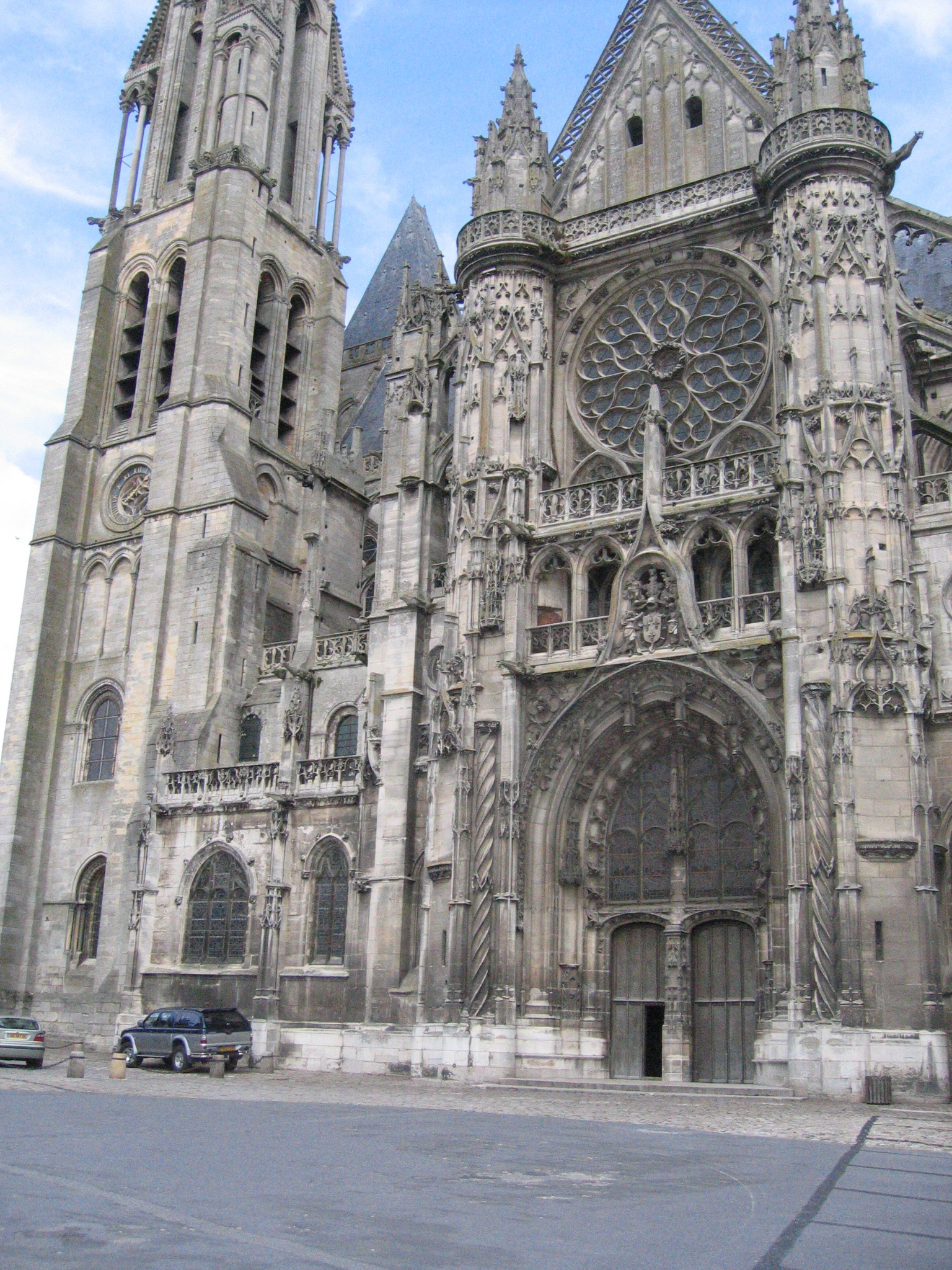
Tour sud du XIIIe siècle et portail sud du XVIe siècle.

À la fin du XIVe siècle, on construisit la salle capitulaire et aux environs de 1465 eut lieu celle de la chapelle du Bailli, fondée par Gilles de Rouvroy dit de Saint-Simon, bailli de Senlis et ancêtre du duc de Saint-Simon, qui y fut inhumé en 1477, ainsi que certains de ses descendants.
En 1504, un incendie, provoqué par la foudre, détruisit la charpente et entraîna l’effondrement des voûtes, à l’exception de celle de la première travée. Grâce aux donations des rois Louis XII et François Ier, on reconstruisit les parties hautes de la cathédrale en les surélevant de 6 mètres, on doubla les bas-côtés de la nef et l’on para les façades latérales d’un décor flamboyant très riche. La restauration débuta en 1506 et dura jusqu’en 1515.
En 1520, on commença l’édification de la façade du transept sud. Son superbe portail fut construit par Martin Chambiges puis par son fils Pierre et date de 1538, le portail nord est de 1560. Les chapelles orientales datent de la même époque.
En 1671 eut lieu l’édification de la chapelle du Sacré-Cœur sur l’ancien mur gallo-romain.
En 1777 le chœur reçut un décor néo-classique que l’on retrouve encore aujourd’hui.
La Révolution française fit disparaître le mobilier et détruisit les têtes de statues-colonnes du portail occidental, remplacées au milieu du XIXe siècle.
La cathédrale est classée au titre des monuments historiques sur la première liste de 1840 ; L'ancienne bibliothèque étant classée en 1929.
En 1986, on termina la restauration de l’intérieur et en 1993 celle de la flèche.

## Dimensions

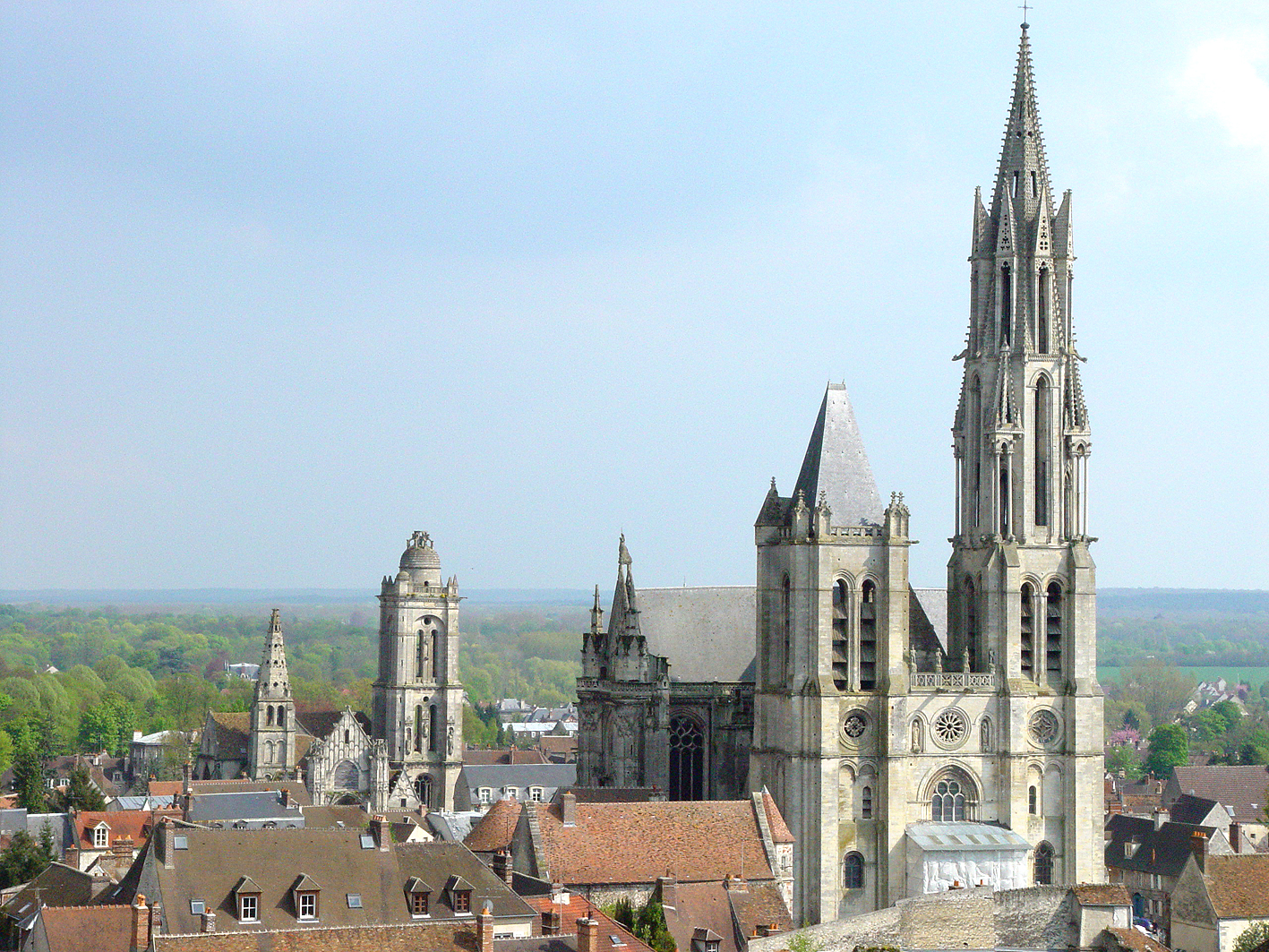
Vue de la cathédrale dans la ville.

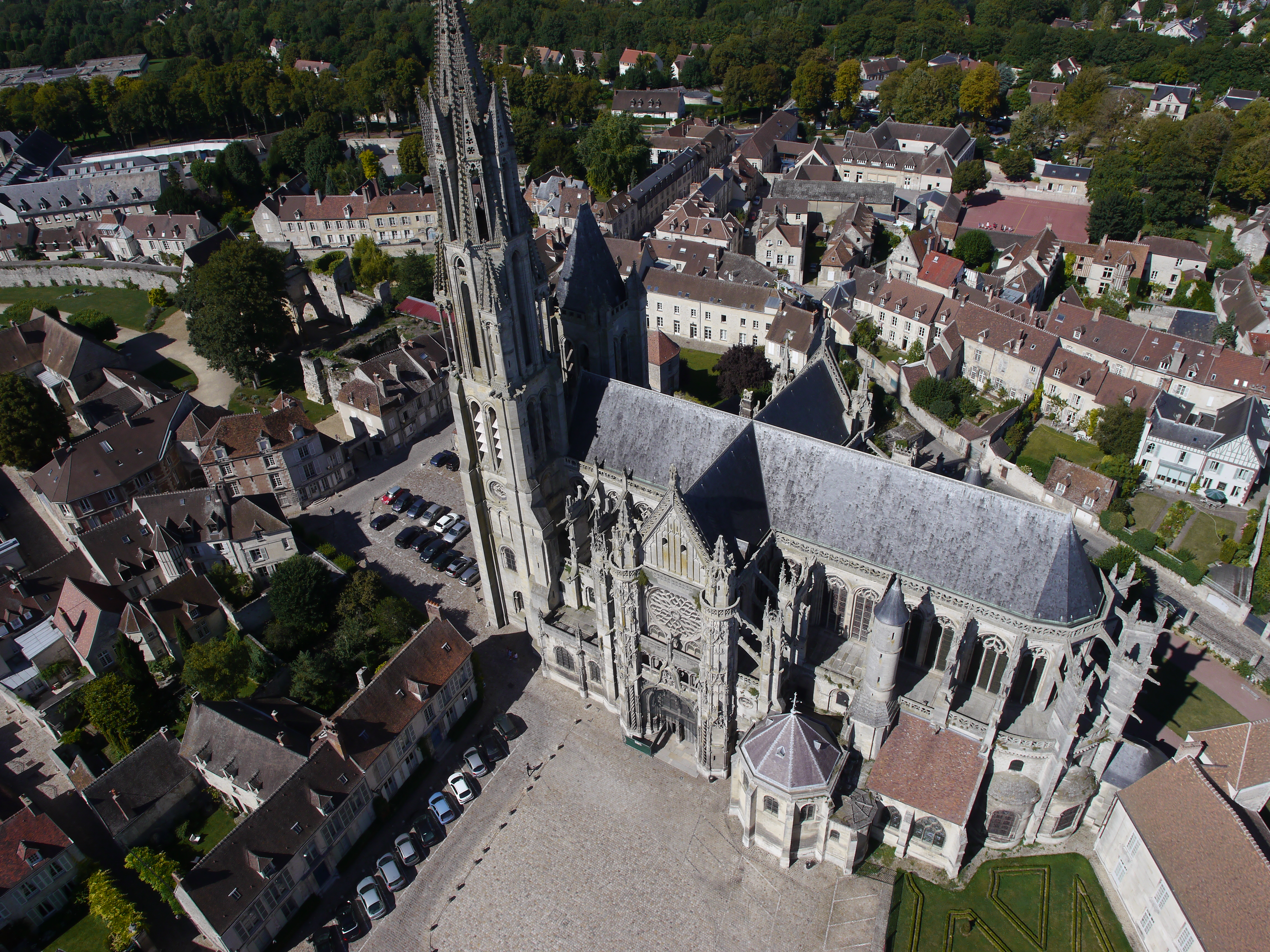
Vue aérienne de la cathédrale.

| Longueur                                                             | 76 m    |
| Longueur intérieure                                                  | 70,20 m |
| Longueur de la nef                                                   | 23 m    |
| Largeur de la façade occidentale                                     | 24 m    |
| Hauteur totale de la tour sud                                        | 78 m    |
| Hauteur de la tour sud (sans la flèche)                              | 38 m    |
| Hauteur du clocher de la tour sud                                    | 40 m    |
| Hauteur de la façade occidentale (sans les tours)                    | 26,50 m |
| Largeur du vaisseau principal de la nef et du chœur                  | 9,20 m  |
| Largeur de la nef avec ses 4 collatéraux                             | 30 m    |
| Hauteur des grandes arcades de la nef                                | 6,60 m  |
| Hauteur sous voûte de la première travée de la nef                   | 18 m    |
| Hauteur sous voûte                                                   | 24 m    |
| Hauteur sous voûte des bas-côtés                                     | 7,60 m  |
| Longueur du chœur (y compris le déambulatoire et la chapelle axiale) | 34 m    |
| Longueur du chœur                                                    | 24 m    |

## Matériaux de construction
La cathédrale est construite en divers calcaires du Lutétien issus des carrières souterraines autour de la ville. Les calcaires lutétiens étant différenciés en texture et dureté selon les bancs (couches géologiques) dont ils sont extraits, les constructeurs ont su les sélectionner et les combiner avantageusement. La haute flèche aérienne qui demeure très bien conservée démontre la bonne connaissance que les bâtisseurs avaient des propriétés de ces roches. La façade occidentale est construite en calcaire tendre et clair à milioles sur une base de cinq assises de calcaire fin et plus dur à milioles et cérithes (coquilles visibles). Les sculptures du portail de la Vierge sont en calcaire jaune fin à milioles, les parties des sculptures restaurées au XIXe siècle sont également en calcaire fin à milioles mais provenant des carrières des environs de Saint-Maximin, car les carrières de Senlis étaient abandonnées.
Les carrières de Senlis produisaient autrefois une fine couche d'un « liais », calcaire lutétien dur et fin, traditionnellement utilisé en Ile-de-France pour les dallages, on le retrouve dans la cathédrale pour le dallage.

## Extérieur

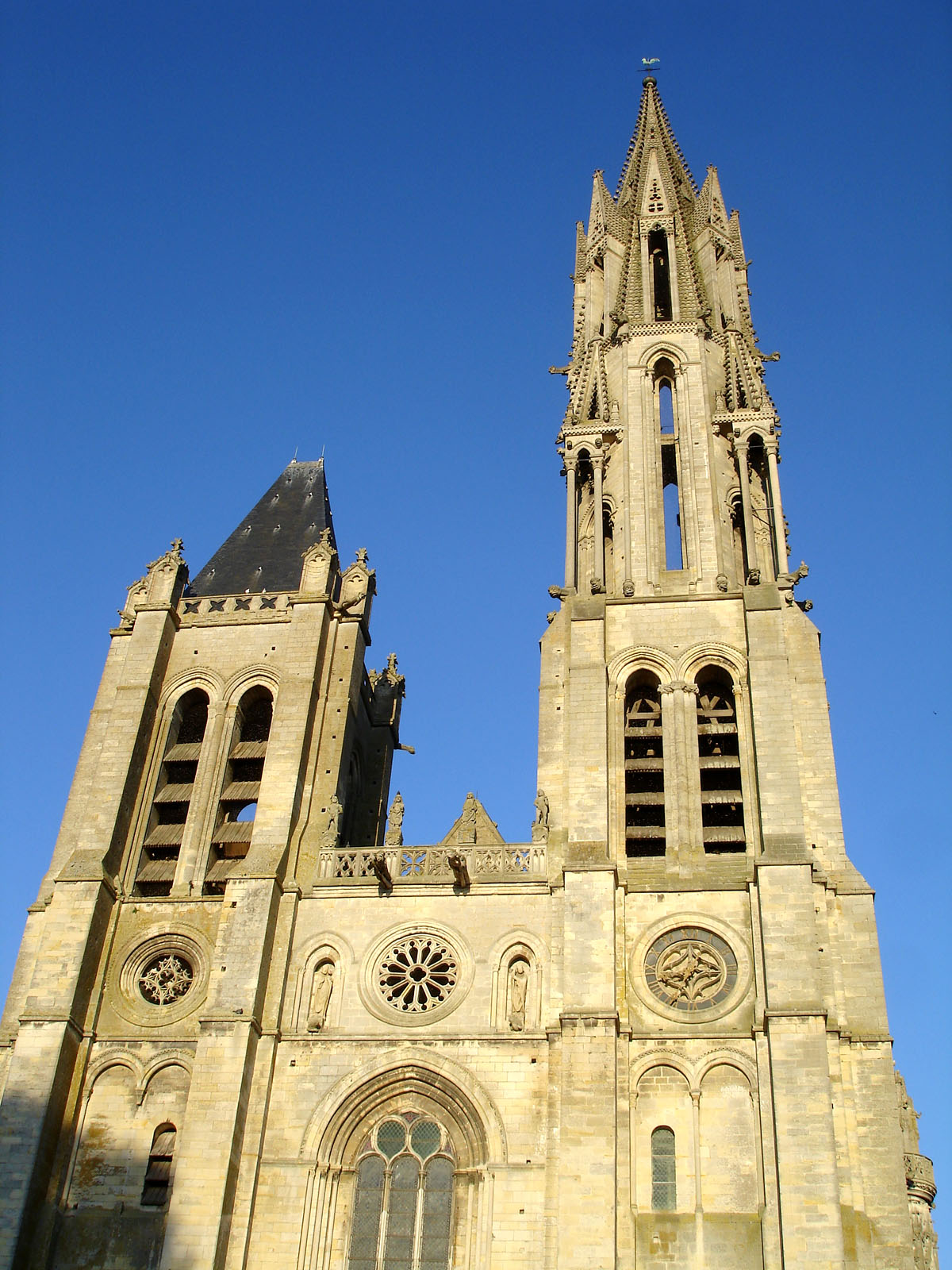
Vue de la façade occidentale ou principale.

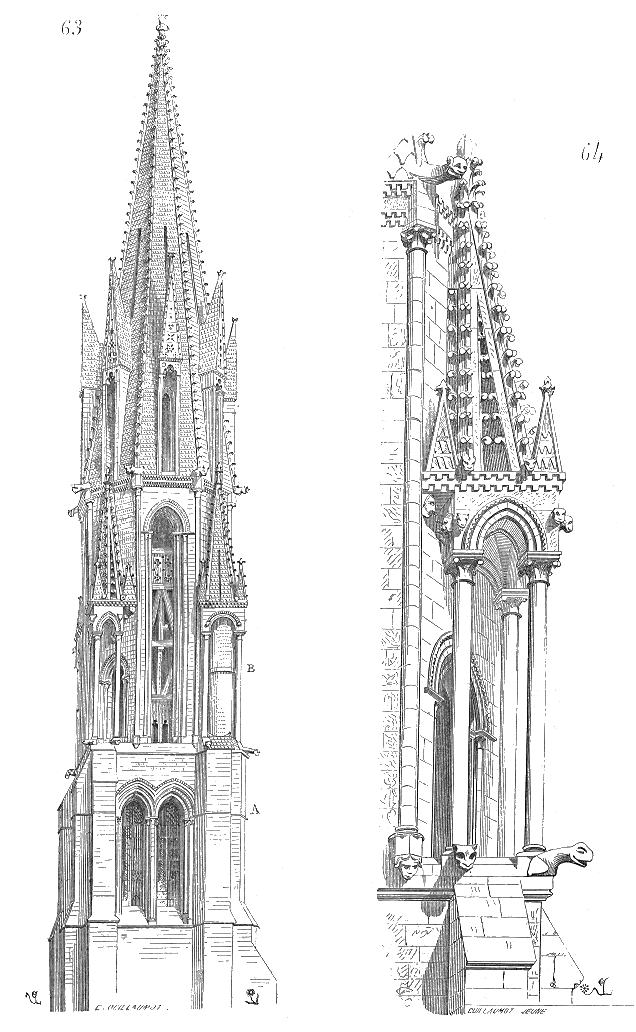
Le clocher de la tour sud : dessins de Viollet-le-Duc.

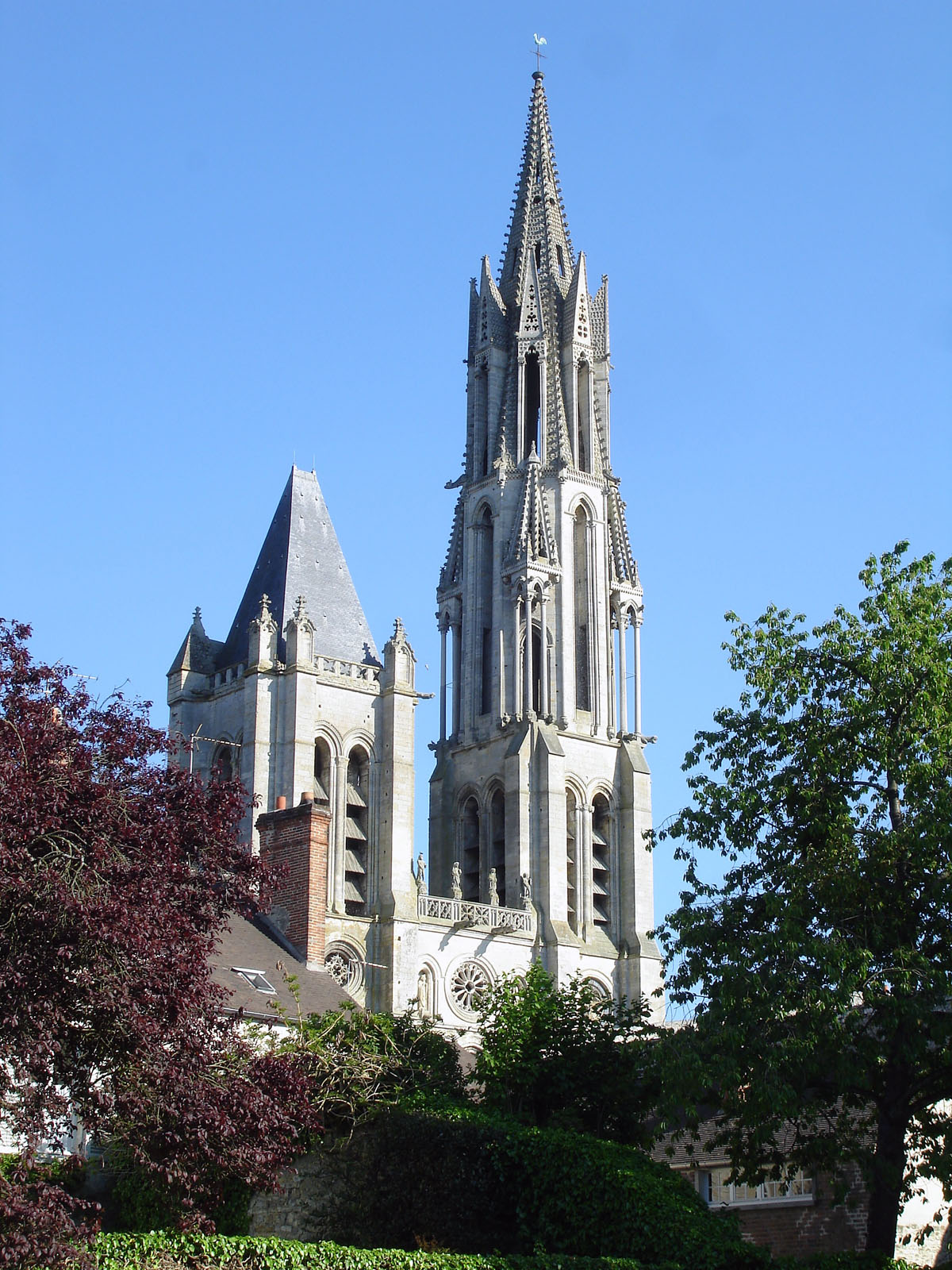
Vue éloignée de la flèche.

### La façade occidentale
La façade occidentale de Notre-Dame de Senlis est assez étroite, ce qui est bien normal étant donné la relative petitesse du plan d’origine de la cathédrale. Elle appartient au style du gothique primitif, tout comme celles de la cathédrale de Sens, ou de la cathédrale de Noyon ou encore de la basilique Saint-Denis. Un grand portail central est surmonté d’une grande baie à trois lancettes destinée à éclairer la nef. Au-dessus de cette baie se trouve une petite rose sculptée puis au sommet un balcon reliant les deux tours et orné de quatre statues.
De part et d’autre du portail central se trouvent les portails latéraux surmontés d’un tympan décoré d’arcatures assez lourdes. Ces deux portails ouverts dans la base des tours sont surplombés d’une grande baie vitrée puis d’une autre baie, géminée et aveugle et enfin plus haut encore, d’une petite rose (supportant une horloge à droite) située au même niveau que la rose centrale.
La façade, relativement austère, est bardée de quatre puissants contreforts destinés à assurer la stabilité de l’ensemble et notamment des tours, et qui contribuent à lui donner un bel élan vertical. Le tout produit une belle impression de puissance et de solidité.

### Les tours
Les deux tours sont de hauteur fort différente. Alors qu’au premier niveau des tours, elles présentent chacune deux grandes baies dotées d'abat-sons, la tour nord est ensuite immédiatement coiffée d’une petite flèche d’ardoises. La tour sud au contraire se prolonge encore par un superbe clocher élancé et formé de deux niveaux. Inébranlables depuis leur construction et d’une étonnante solidité, elles semblent destinées à se dresser intactes durant de nombreux siècles encore.

#### La tour sud et sa flèche
Le clocher de la tour sud de la façade de la cathédrale de Senlis est un des rares clochers complets, du commencement du XIIIe siècle. Bâti d’un seul jet, vers 1240, en matériaux d’excellente qualité (la flèche a résisté à près de huit siècles d’intempéries), il s’élève sur la base carrée de la tour. Inspiré du clocher de la cathédrale de Chartres, il est constitué de deux étages : le premier qui repose sur la tour est de structure verticale et héberge les cloches. Le second, la flèche, est une haute pyramide élancée.
Au rez-de-chaussée, sous la tour, s’ouvre une belle porte donnant sur le collatéral sud de la cathédrale. Ce rez-de-chaussée sert donc de vestibule à l’un des collatéraux.
Au-dessus du rez-de-chaussée la tour présente un étage carré voûté et éclairé des quatre côtés par des baies jumelles.
C’est immédiatement au-dessus de cet étage que s’élève le clocher proprement dit formé de deux étages sur plan octogonal. Un escalier à vis se trouve dans un des angles de la tour, puissamment renforcé pour ce faire. Il donne accès au clocher proprement dit. De grands pinacles ajourés sont posés sur les angles du carré, et servent de transition entre cette base carrée et le clocher octogonal. L’un de ces pinacles, celui de l'angle sud-est, contient une petite tour ronde. Cette dernière héberge le sommet de l’escalier.
Quatre longues baies sont ouvertes dans toute la hauteur du premier étage du clocher, sur les quatre faces correspondant au carré de la base, et laissent ainsi passer le son des cloches. Trois autres baies plus petites s'ouvrent dans les autres faces, derrière les pinacles. De charmantes petites pyramides ajourées couronnent les pinacles, mais leur axe ne correspond pas à l'axe de ceux-ci. Ces pyramides s'appuient sur les faces de l'étage octogonal vertical du clocher, comme pour leur servir de contreforts (voir dessin ci-contre). Cette déviation produit, dans l'ensemble, un excellent effet, car elle constitue une transition depuis la base carrée du clocher vers l'inclinaison des côtés de la grande pyramide constituant le deuxième étage du clocher et couronnant le tout.
Cette pyramide supérieure qui constitue le deuxième et dernier étage du clocher proprement dit possède huit pans comme l'étage inférieur qui la supporte. Elle possède sur chacune de ses faces une grande lucarne, dont l'ouverture laisse passer le son des cloches. Ces lucarnes sont richement travaillées et surmontées chacune d'un tympan élancé à la verticale, ce qui produit un très bel effet à la hauteur où elles sont placées.
L'élancement rigoureusement vertical de ces tympans permet de dégager la pyramide de la flèche, laquelle se présente dès lors comme émergeant d'une grande et belle couronne. Les huit arêtes de la grande pyramide sont munies de nombreux crochets. Il s'agit d'une innovation du XIIIe siècle, innovation qui tentait de supprimer la froideur des longues lignes inclinées des flèches telles qu'elles se présentaient précédemment et notamment dans l'art roman.

#### Les clochers senlisiens
Le clocher de la cathédrale Notre-Dame de Senlis, admiré dès sa construction a fortement influencé la construction de plusieurs clochers des campagnes environnantes du Valois. On parle dès lors de « clochers senlisiens ». On peut en admirer par exemple à Baron, Versigny ou encore Montagny-Sainte-Félicité.

#### Les cloches de la cathédrale
La cathédrale a compté plusieurs cloches qui ont été détruites à la suite des dégâts dus à la foudre lors du grand incendie de juin 1504 et plus tard lors des destructions dues à la Révolution française. En 1817, l'étroitesse du clocher conduit à la rupture par deux fois des cloches qui y ont été placées. Le plénum actuel est composé de quatre cloches moyennes (tonalités : ré - mi - fa# - sol) coulées en 1823 par Nicolas Cavillier, quatrième du nom (1770-1860).

#### La tour nord

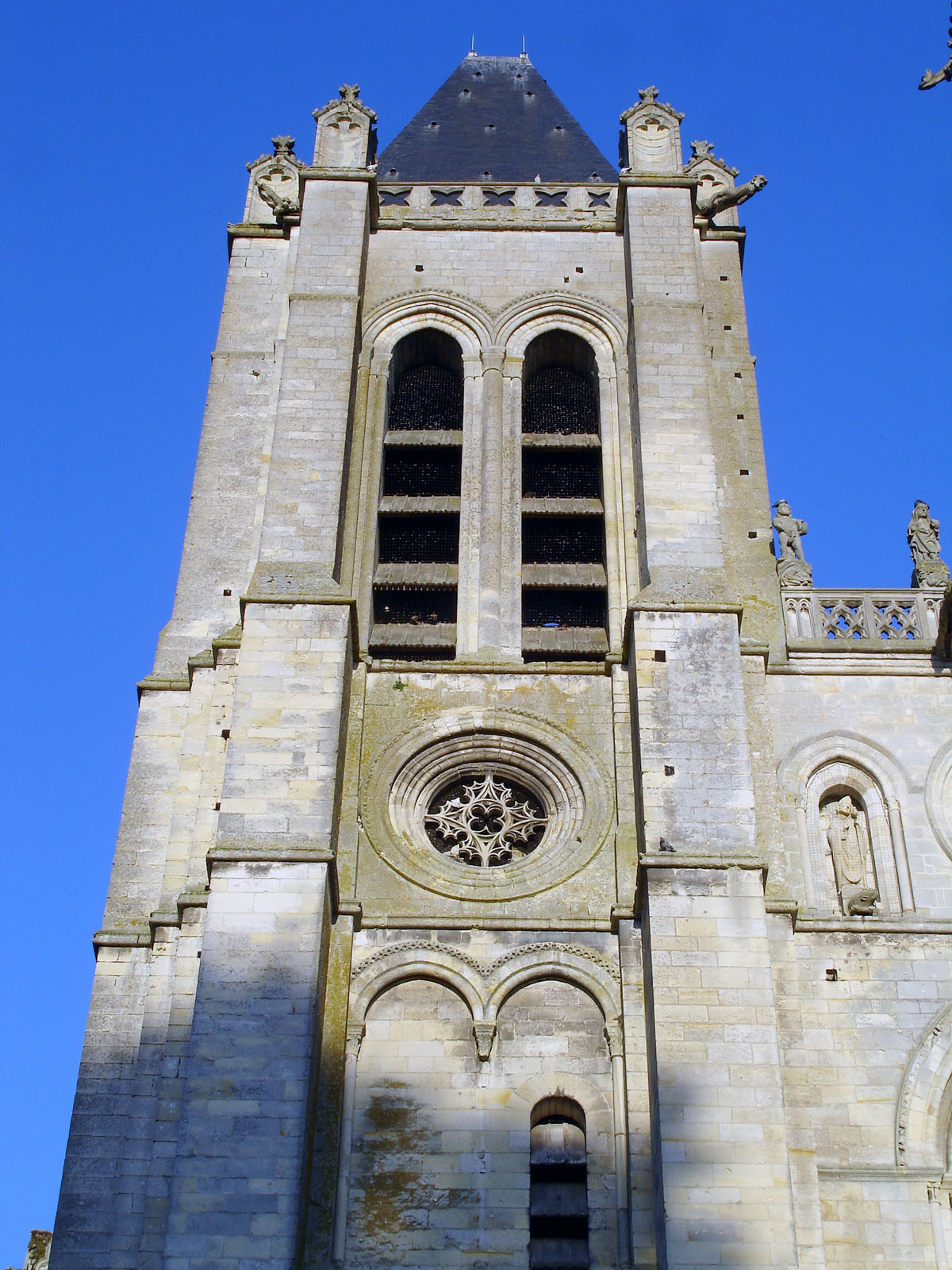
La tour nord.

La tour nord proprement dite, c'est-à-dire sans sa flèche, présente le même plan quadrangulaire que la tour sud, dont elle est symétrique. Chaque côté est percé de deux longues baies élancées pourvues d'abat-son. Comme la tour sud, la tour nord possède également son escalier à vis, logé dans l'angle nord-est bien renforcé de la tour, et dont on peut suivre le trajet grâce à une succession de meurtrières destinées à l'éclairer. Cette tour n'est surmontée que d'une petite flèche couverte d'ardoises, dotée de quatre arêtes vives, et peu travaillée. Autour d'elle à sa base cependant, une série de gracieux pinacles coiffant le sommet des contreforts ainsi qu'une belle balustrade quadrangulaire contribuent à égayer l'ensemble qui vu du nord a des allures de donjon. Au total, cette tour, peu connue parce qu'éclipsée par la majesté de sa voisine, représente elle aussi une construction fascinante. D'une robustesse à toute épreuve, elle a vaincu les siècles, et l'on pourrait résumer son histoire en disant : 840 ans d'âge, mais solide comme au premier jour.

### Le portail de la Vierge

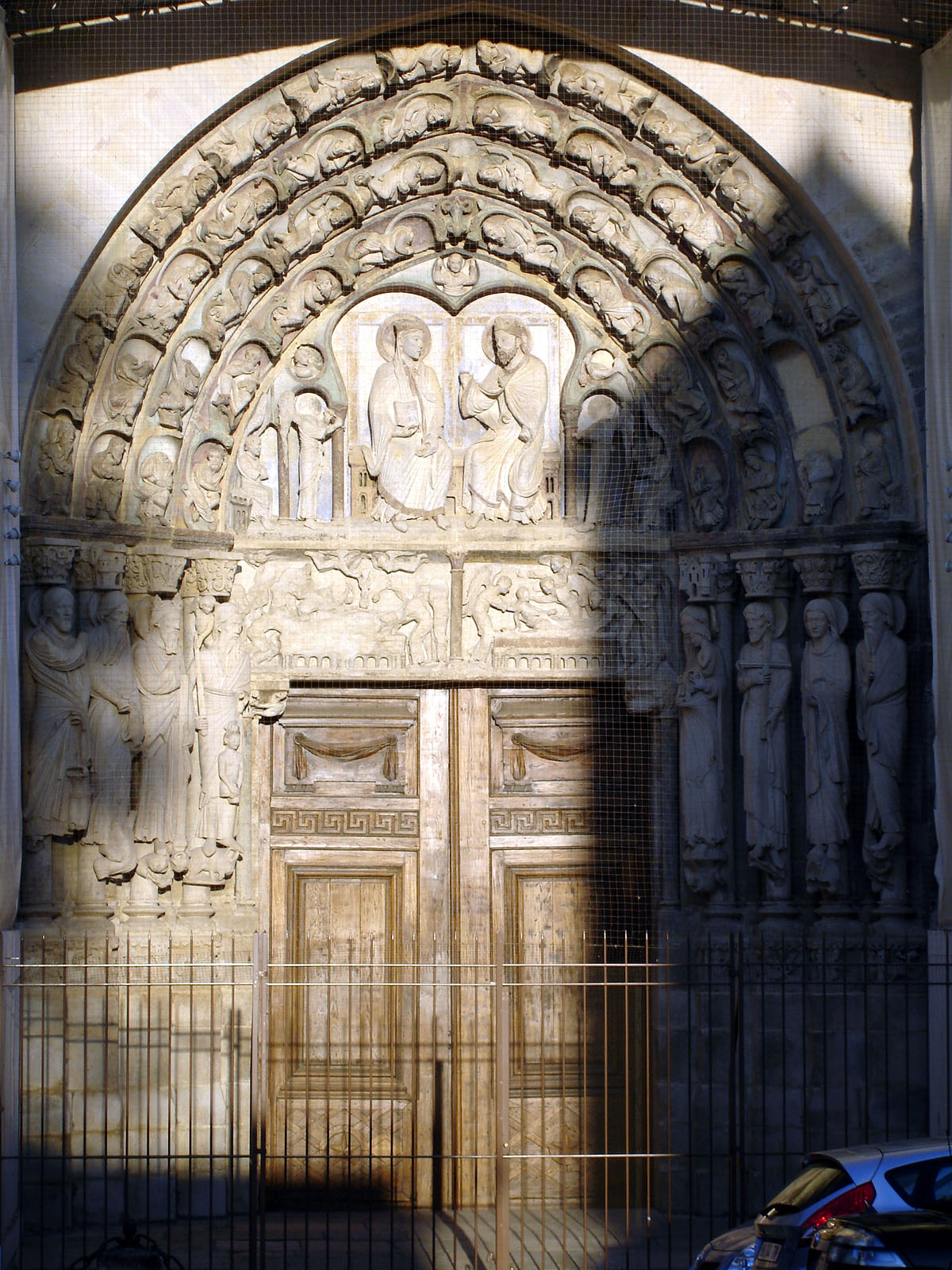
Le grand portail central.

Le grand portail central du XIIe siècle est remarquable par son tympan qui inaugure dans l’art gothique la représentation du Couronnement de la Vierge. Ce tympan représente Marie, déjà couronnée, assise aux côtés de son fils Jésus. Plusieurs anges entourent les deux personnages.
Le linteau du portail est divisé en deux parties. La moitié gauche représente la dormition de la Vierge. Elle est hélas, fort abîmée. On peut voir le corps de la Vierge, parfumé par des encensoirs. Plus haut, dans le ciel, deux anges tiennent une petite forme humaine entourée de bandelettes. On pense qu'il s'agit d'une représentation de l'âme de la mère de Dieu. La moitié droite est bien mieux conservée et représente la résurrection de Marie. Un ange prend la Vierge par les épaules, tandis qu'un autre la saisit par les pieds. Une série d'autres anges assistent à la scène.
Dans les ébrasements du portail se trouvent deux groupes de quatre statues. Le groupe de gauche comprend (de l'extérieur vers l'intérieur) saint Jean-Baptiste (versant l'eau du baptême), le grand prêtre Aaron (sacrifiant un agneau), Moïse et Abraham (au moment où l'ange le retient d'immoler son fils Isaac). Dans le groupe de droite (de l'extérieur vers l'intérieur) sont représentés le prophète Isaïe (tenant un phylactère et deux stylets), saint Jean (avec une lance), saint Pierre (portant la croix), et le vieillard Siméon (tenant l'Enfant Jésus dans ses bras). Ces personnages de l'Ancien Testament et du Nouveau Testament se répondent de façon symétrique. Les prophètes Isaïe et Jean-Baptiste encadrent le portail. Le premier (Isaïe) annonce la naissance d'un enfant sauveur auquel on donnera le nom d'Emmanuel (Es 7,14). Le second est le dernier des prophètes, le précurseur, qui désigne celui « dont a parlé Isaïe le prophète » (Mt 3,3), « l'agneau de Dieu qui enlève le péché du monde » (Jn 1,29). Après les prophètes, le grand prêtre Aaron est associé à saint Jean portant la lance. Le premier préfigure le sacrifice de l'agneau en rémission des péchés et le second l'accomplissement de ce sacrifice sur la croix quand le cœur de Jésus est transpercé par une lance (Jn 20,34). Le sang qui jaillit de son cœur transpercé est le sang de l'agneau de Dieu qui purifie de tout péché. Après la représentation du sacerdoce expiatoire avec Aaron et saint Jean, Moïse représente le pasteur de l'Église de Dieu (Nb 20,4) conduisant Israël à la lumière de la Loi de Dieu et saint Pierre le pasteur de l'Église (Jn 21,16 ; Mt 16,18) conduisant le peuple de Dieu à la lumière de la Loi nouvelle dont la croix est le signe. Enfin, Abraham (Gn 22) et Siméon (Lc 2) sont témoins du salut par le sacrifice de l'enfant. Le premier en voit la préfiguration en son fils Isaac. Le second en voit l'accomplissement en Jésus « lumière des nations et gloire d'Israël » (Lc 2,32) lorsqu'il est présenté au Temple.
Dans les voussures, on remarque une série de volutes végétales. Il s'agit de l'arbre de Jessé représentant les ascendants du Christ. Du côté gauche, dans la voussure extérieure, on peut voir Abraham tenant en son sein trois petites âmes. Cette représentation existe aussi à Notre-Dame de Paris au niveau du portail du Jugement dernier.

### Façades et portails latéraux

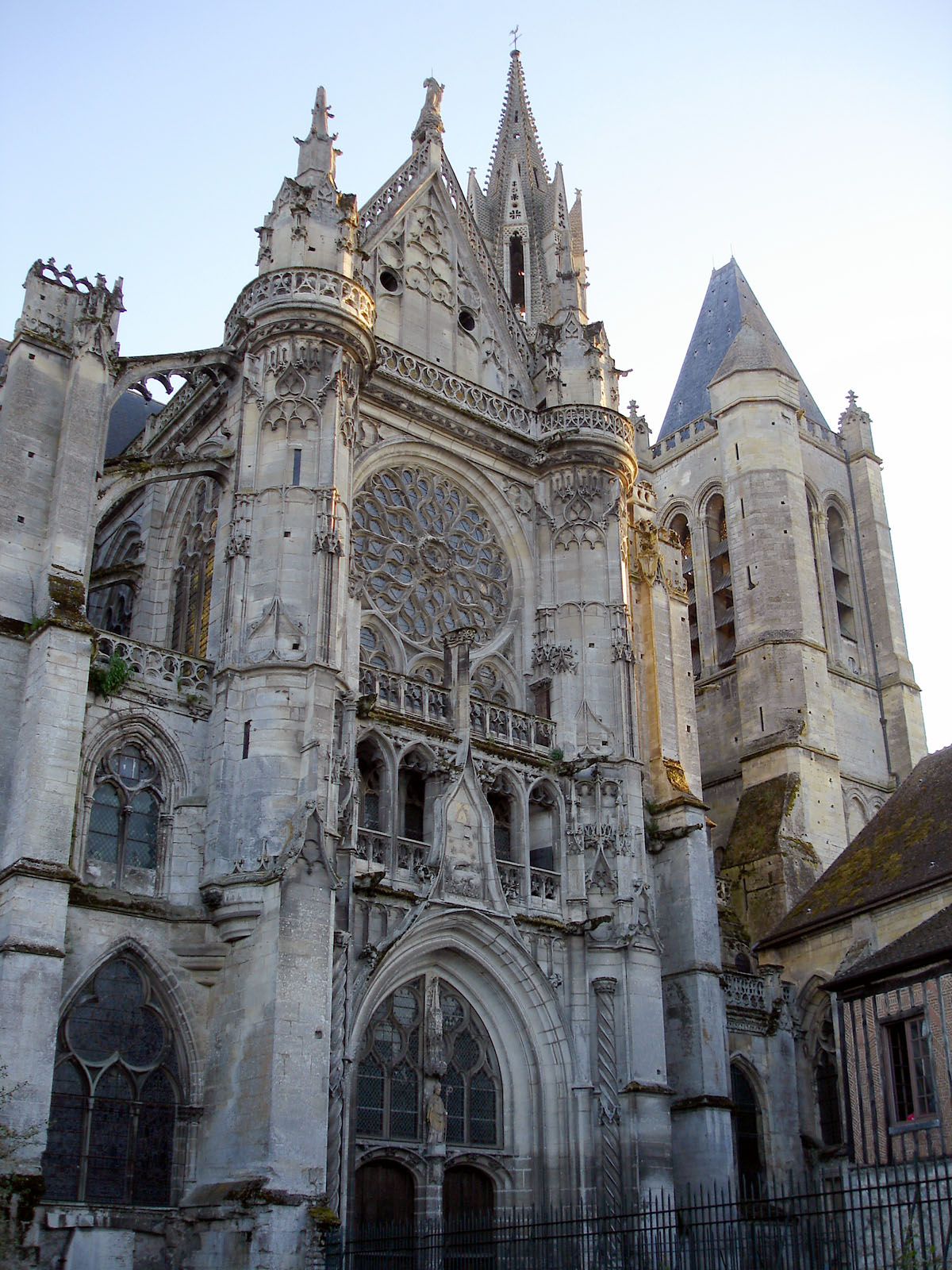
Façade du croisillon nord du transept.

#### La façade sud
Le côté sud de la cathédrale donne sur une place. Vue de celle-ci, la nef apparaît très courte et écrasée entre les structures de la tour sud et la façade du transept. Cette dernière est beaucoup plus tardive que l'ensemble de l'édifice. Réalisée entre 1520 et 1538, par Martin puis Pierre Chambiges, elle constitue un des chefs-d'œuvre du style gothique flamboyant en France.
Le superbe portail de la façade sud est strictement symétrique à celui de la façade nord. Il est entouré de colonnes torsadées et on peut y voir poindre l'art de la Renaissance. Une particularité : son tympan est composé de vitraux.
Le portail est surmonté d'un gable qui se dresse devant une claire-voie. Au-dessus de celle-ci, une rosace éclaire l'intérieur du transept. Tout en haut enfin, un pignon triangulaire orné d'une balustrade, surplombe l'ensemble. Extérieurement deux séries de trois arcs-boutants soutiennent les murs latéraux du bras sud du transept. La façade quant à elle est renforcée par deux puissants contreforts latéraux richement ornés et couronnés chacun par un somptueux pinacle qui prennent place aux angles de la base du pignon.

#### La façade nord
La façade du bras nord du transept, construite peu après celle du bras sud, est l'œuvre de Pierre Chambiges, fils de Martin. La façade nord est semblable et presque symétrique à celle du sud. La décoration est cependant un peu plus sobre, et surtout les verrières sont faites de verre blanc et non pas de vitraux. Sur le gable qui surplombe le portail on voit apparaître la Salamandre ainsi que le « F » de François Ier, qui avait généreusement participé aux frais de restauration de l'édifice et de construction des façades du transept.

### Le chevet

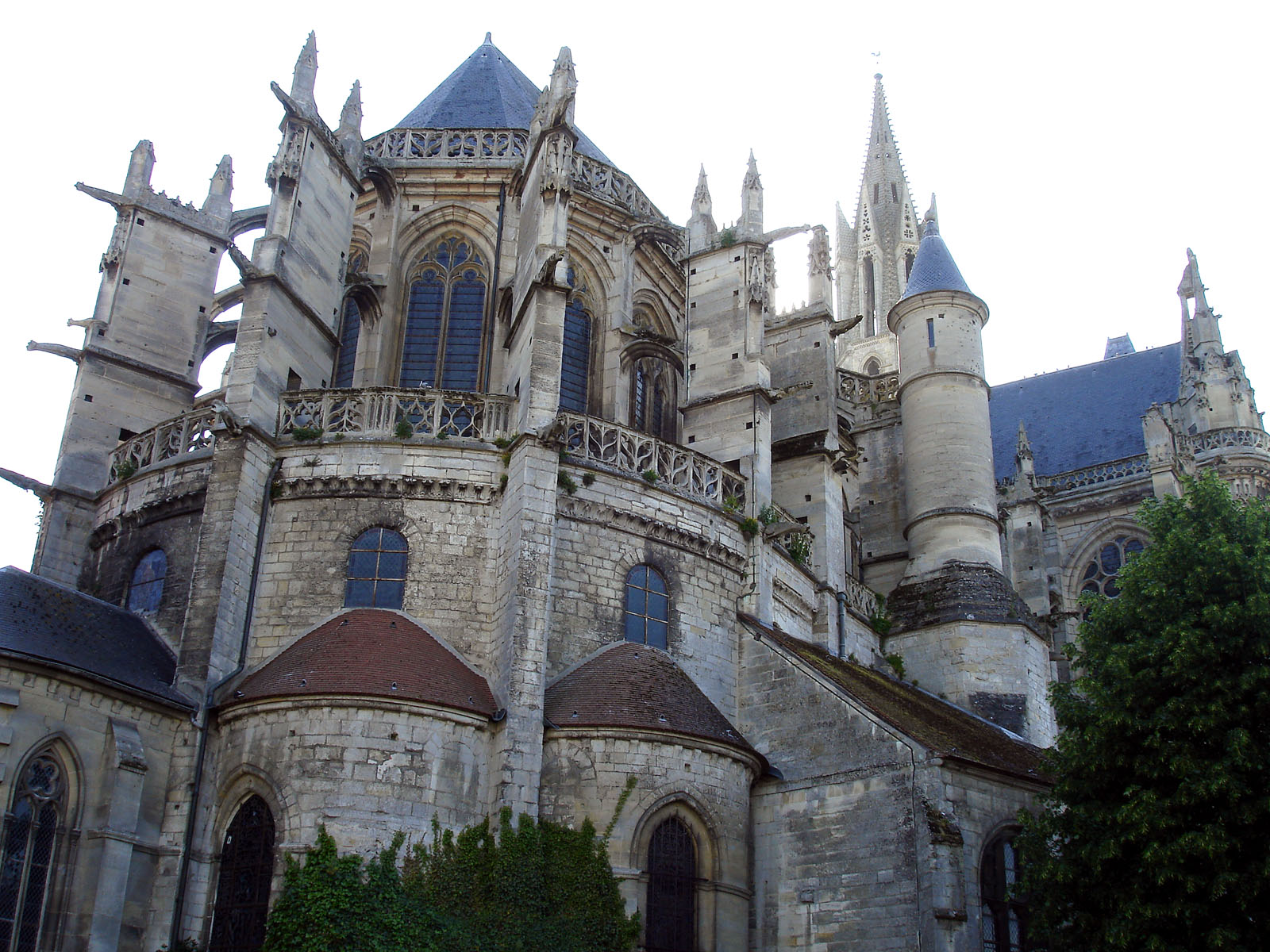
Le chevet de la cathédrale. En bas, à gauche, la chapelle axiale date du XIXe siècle.

La chapelle axiale a été reconstruite au milieu du XIXe siècle et ne présente aucun intérêt particulier.
Les arcs-boutants du chevet sont massifs, larges et peu éloignés de la paroi du chœur qu’ils soutiennent. Les chapelles rayonnantes de l’abside de la cathédrale sont construites dans les intervalles entre ces fortes structures. Peu profondes, ces chapelles ont un relief peu marqué. Les sommets des arcs-boutants sont ornés de gracieux pinacles implantés au XVIe siècle. Ils sont également hérissés de longues gargouilles spectaculaires.
Particularité du chœur de la cathédrale de Senlis : tant du côté nord que du côté sud, une pittoresque et robuste tourelle remplace la culée d’un des arcs-boutants. Coiffées d’un sympathique toit cônique, elles abritent chacune un escalier à vis partant de la quatrième travée du déambulatoire du chœur et permettant, entre autres, d’accéder aux tribunes surplombant le chœur et l’est du transept. Très anciennes, ces tourelles datent du début de la construction de l’édifice et sont ainsi contemporaines du roi Louis VII.

## Intérieur

### La nef

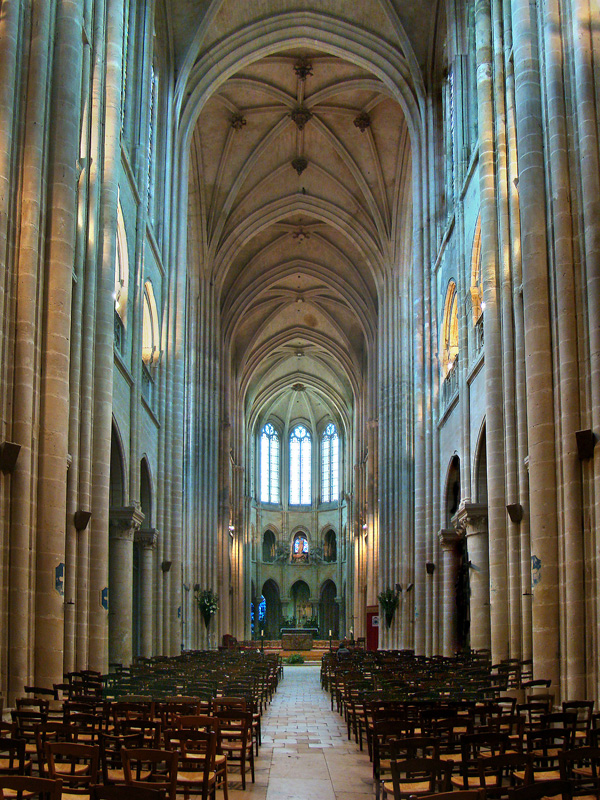

La nef est très courte, bien plus courte que le chœur. Elle possède deux collatéraux de chaque côté, ce qui la rend plus large que longue. Large de 28,5 mètres, mais longue de seulement 23, elle comporte cinq travées disparates, toutes de taille différente. L’élévation est à trois niveaux : grandes arcades, tribunes et fenêtres hautes.
Les voûtes sont également disparates, puisqu’elles sont quadripartites pour les premières travées alors qu’une voûte sexpartite unit les quatrième et cinquième travées. Enfin les colonnes qui bordent le vaisseau central et soutiennent les grandes arcades sont toutes d'épaisseurs diverses.
Les tribunes, héritage de l'époque romane, ne comportent qu'une baie par travée et sont dotées d'une élégante petite balustrade surplombant la nef. Elles comptent parmi les plus belles du pays. Les fenêtres hautes se composent alternativement de fenêtres à trois et à deux lancettes.

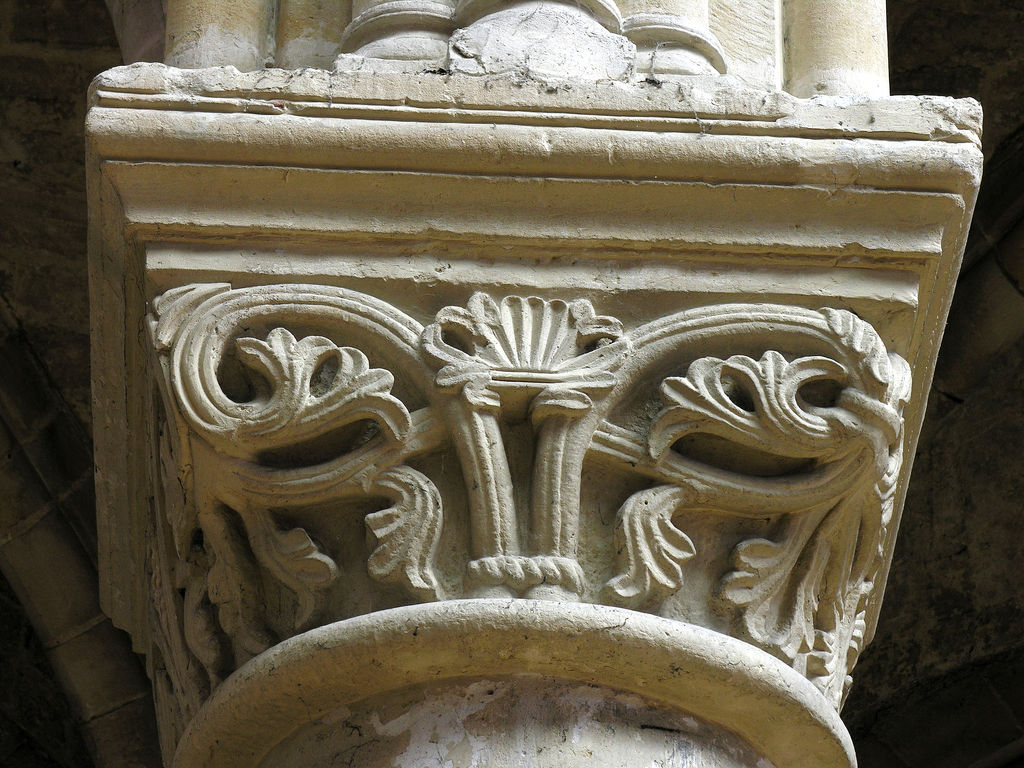
Un chapiteau à motif végétal.

Les collatéraux ne sont pas symétriques. À gauche, le bas-côté devient double au niveau de la deuxième travée alors qu'à droite ce dédoublement ne se fait qu'à partir de la troisième travée. Les deux collatéraux extérieurs, construits tardivement au XVIe siècle, présentent des voûtes complexes, contrairement à celles des collatéraux intérieurs longeant la nef principale et datant eux du XIIe siècle et qui sont couverts de simples voûtes quadripartites (à l'exception de la dernière travée du collatéral nord).
Les grandes arcades de la nef ne sont pas très élevées. Elles culminent à seulement 6,60 mètres du sol. Les chapiteaux des colonnes sont ornés de motifs végétaux. On remarque l'alternance entre piles fortes et piles faibles là ou les voûtes sont sexpartites, c'est-à-dire au niveau des deux dernières travées de la nef (également au niveau du chœur). Cette disposition, que l'on retrouve notamment à la cathédrale de Sens, est typique du gothique primitif.
À la suite de l'incendie de 1504, la charpente de la cathédrale fut détruite et les voûtes s'effondrèrent, à l'exception de celle de la première travée. Lors de la restauration qui suivit, on en profita pour surélever les voûtes de 6-7 mètres, celles-ci passant ainsi de 17 à 24 mètres (sauf la première travée qui conserva sa hauteur primitive). En conséquence, les fenêtres hautes, elles aussi ravagées par le sinistre, furent remplacées par des fenêtres plus élevées également de six mètres. L’étage des fenêtres hautes de la cathédrale que nous connaissons aujourd’hui date donc du XVIe siècle et procède de l’art gothique flamboyant.

### Le transept

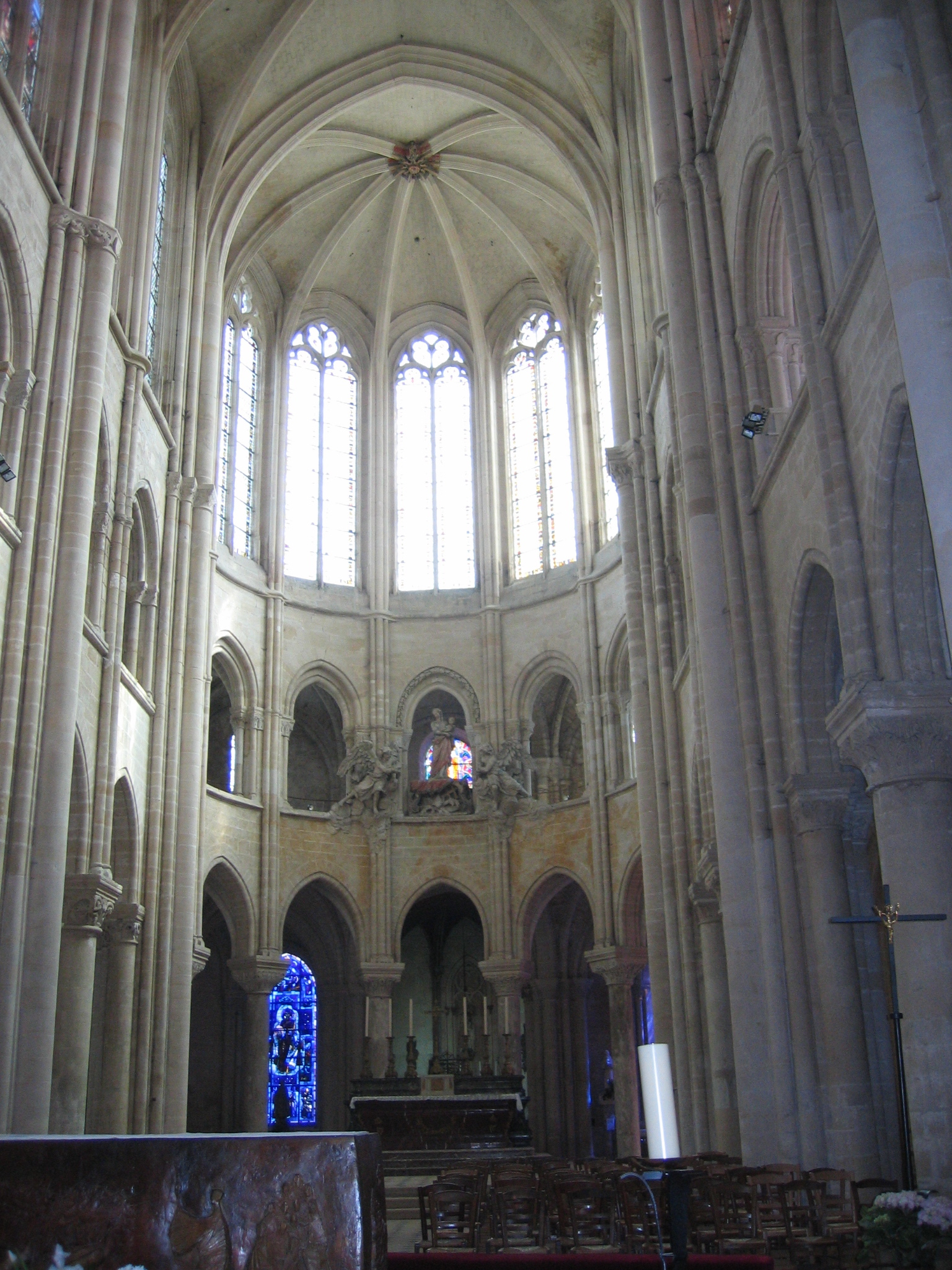
Le chœur de la cathédrale Notre-Dame de Senlis.

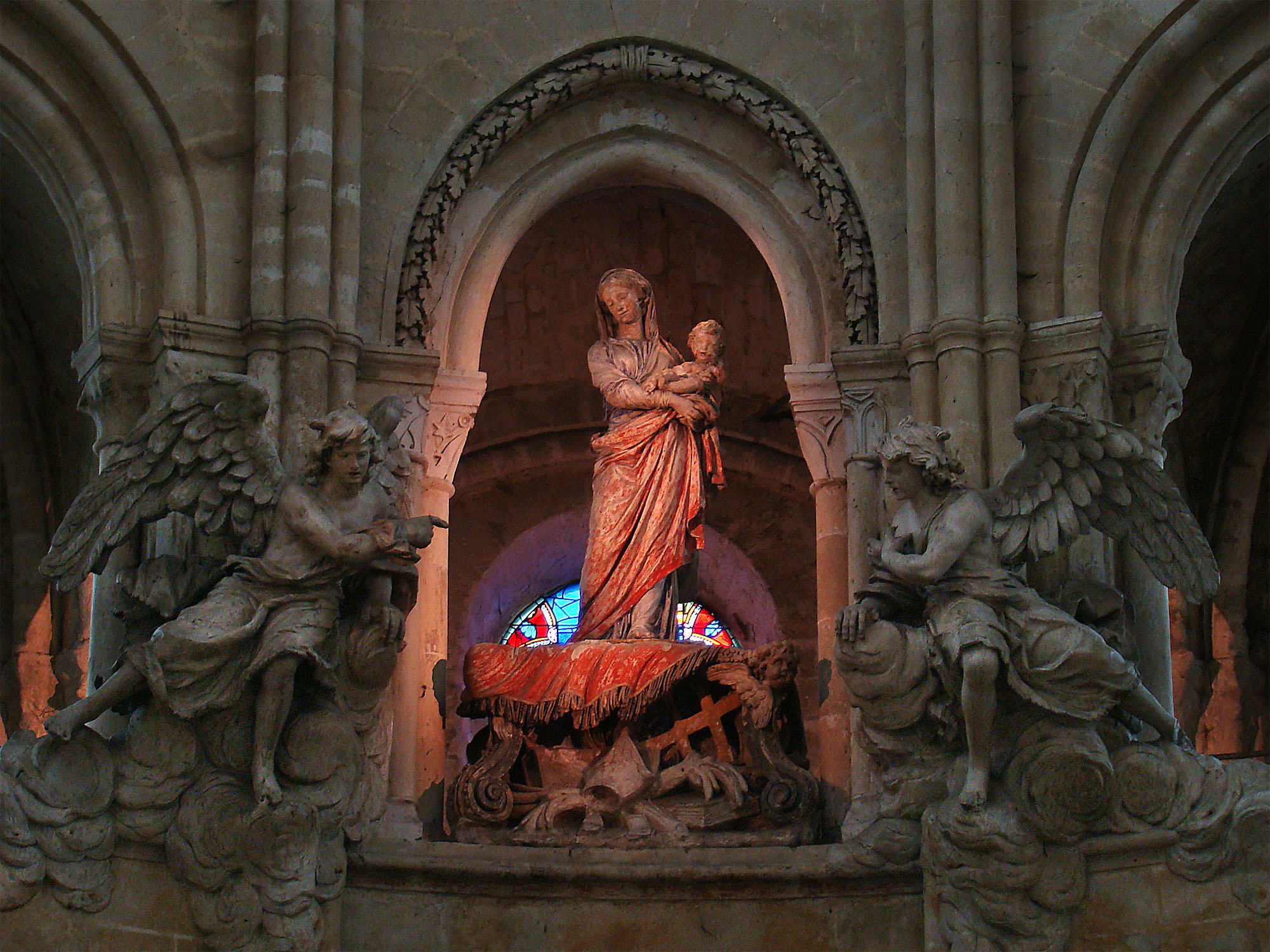
Vierge à l'Enfant.

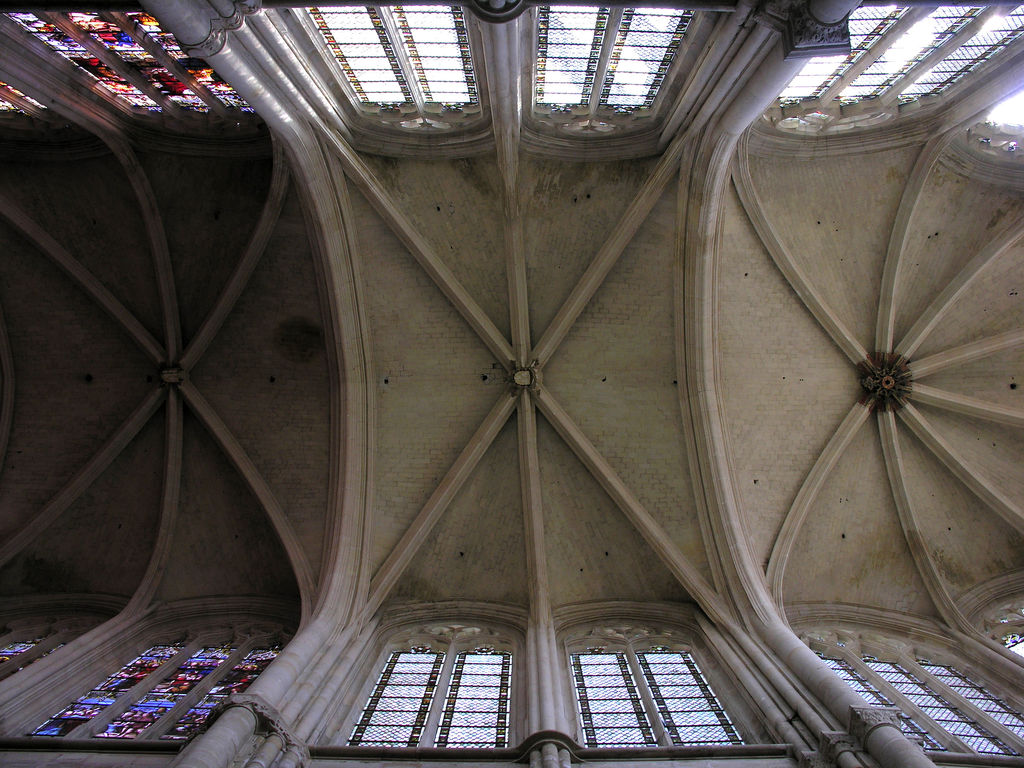
Les voûtes du chœur de la cathédrale. À droite : la voûte de l’abside à sept pans comporte huit ogives convergeant vers la clé de voûte. Au centre comme à gauche : voûte sexpartite réunissant deux travées. Remarquez des deux côtés de la voûte l’alternance pile forte-colonne faible typique du premier âge gothique.

Le plan primitif de la cathédrale ne prévoyait pas de transept et, lors de sa consécration en 1191, la cathédrale était bien différente de celle que l'on admire aujourd’hui. Dépourvue de transept, elle présentait alors un plan continu très populaire en Île-de-France à cette époque. Mais face aux progrès très rapides de l'architecture gothique, qui fit rapidement de la présence d'un transept une norme, Notre-Dame de Senlis apparaissait démodée cinquante ans à peine après la fin de sa construction. Et vers 1230-1240, en même temps que l'édification d'un clocher, l'on entreprit dès lors la construction d'un transept.
Les croisillons du transept se composent de deux travées. Les croisées d'ogives y ont une structure complexe. L'élévation du transept à trois étages est semblable à celle de la nef (grandes arcades, tribunes et clair étage des fenêtres hautes), mais les fenêtres hautes ont ici quatre lancettes. Chaque croisillon est longé des deux côtés (est et ouest) par un collatéral supportant les tribunes et ouvert sur le transept par les grandes arcades.
Les murs de fond des croisillons sont semblables au sud et au nord. Dans la partie supérieure, l'étage correspondant aux fenêtres hautes est totalement vitré et occupé par une rosace surmontant une petite claire-voie. L'étage central correspondant aux tribunes latérales est constitué d'une grande et large claire-voie composée de grandes baies vitrées. Elles sont précédées d'une belle balustrade sculptée. Seul le croisillon sud possède des vitraux, l'ensemble des verrières du croisillon nord étant doté de verre blanc.
À la partie inférieure des murs de fond se trouvent les portes correspondant aux portails extérieurs. Les tympans des portes sont vitrés. Autre particularité à signaler : le croisillon nord n'est pas de plan rigoureusement rectangulaire : il s'élargit en effet légèrement depuis la croisée vers le mur de fond et la porte donnant sur l'extérieur.

### Le chœur

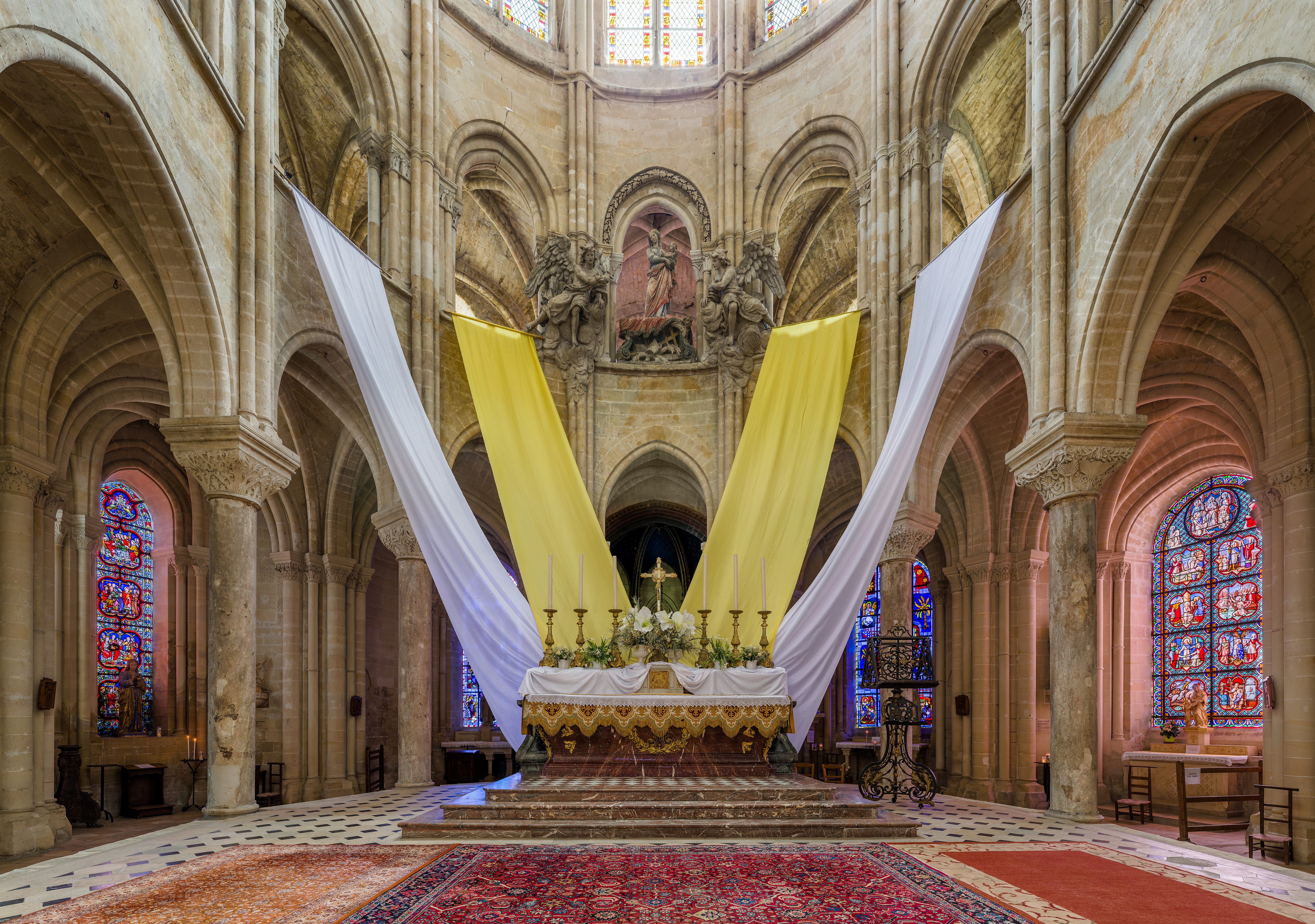

Le chœur de la cathédrale Notre-Dame de Senlis constitue un superbe petit bijou de l’architecture gothique primitive (du XIIe siècle). À la suite de l'incendie de 1504, ses voûtes ont cependant été refaites et rehaussées peu après le sinistre.
Le chœur est sensiblement plus long que la nef. Il comporte cinq travées rectangulaires suivies d'une profonde abside à sept pans. La première travée possède une voûte quadripartite, tandis que les quatre autres forment deux voûtes sexpartites. À ce niveau on constate latéralement l'alternance pile forte-colonne faible observée également dans la partie de la nef proche de la croisée. Le chœur est entouré d'un déambulatoire qui prolonge les deux collatéraux intérieurs de la nef, et qui s'ouvre sur cinq chapelles absidiales (ou rayonnantes) et plusieurs chapelles latérales, le tout de structure très peu homogène et datant du XIIe siècle, sauf la chapelle axiale. Le déambulatoire est surmonté de tribunes. Celles-ci sont dépourvues de la balustrade qui l'ornait dans la nef et dans le transept.
Au balcon de la partie de la tribune surplombant le fond de l'abside donc le maître-autel, se dresse une Vierge à l'Enfant placée là à la fin du XVIIIe siècle, elle est de Jean-Guillaume Moitte (1746-1810). Elle est entourée de deux anges aux ailes déployées, appuyés contre les deux colonnes encadrant cette arcade de la tribune, qui sont du même artiste. L'ensemble est fort harmonieux.
Le chœur, comme la nef, étroit pour sa hauteur (9,2 mètres de large pour 24 de haut) donne une forte impression d'envolée.
Les colonnes supportent de très beaux chapiteaux ornés de motifs végétaux variés et finement ouvragés.
Le déambulatoire et les chapelles rayonnantes sont voûtés d’ogives de facture quelque peu maladroite, signe d’un certain manque d’expérience des bâtisseurs à cette époque (XIIe siècle) d’extrême jeunesse de l’art gothique. Les chapelles rayonnantes sont peu profondes, à part la chapelle axiale, laquelle a été reconstruite plus grande au XIXe siècle.
Dans la première chapelle latérale sud datant du XVIe siècle et couverte d’une voûte complexe, on peut admirer de fort belles clefs de voûte pendantes. Cette chapelle s’ouvre aussi sur le transept.

### Les chapelles absidiales
Les chapelles absidiales de la cathédrale de Senlis se composent de deux travées dont une seule est percée d’une fenêtre. L'autel disposé à l'intérieur de chacune d'entre elles est en effet placé suivant l'axe du chevet, de façon à être toujours orienté vers l'est (Jérusalem), et par conséquent toujours latéralement puisqu'il n'y a que deux travées par chapelle. Il en va de même de l'unique fenêtre destinée à éclairer l'autel et qui doit le surplomber de ce fait.
Les dessins suivants ont été réalisés par Viollet-le-Duc. Les deux premiers concernent une chapelle absidiale située au sud du chœur de la cathédrale, et ayant donc son autel et sa fenêtre déviés vers la gauche, direction où se situe l'axe du chœur orienté vers l'est. Le dernier dessin concerne une chapelle absidiale située au nord du chœur de la cathédrale. On y voit la fenêtre déviée en sens inverse.
|  |  |  |

### Les vitraux
|  |  |

### Les peintures
La cathédrale conserve un grand tableau de Georges Lallemant (Jésus parmi les Docteurs), un tableau d'autel par Jean-Baptiste Marie Pierre (Les pèlerins d'Emmaüs, 1746) et deux tableaux présentés au Salon de 1789 : Sainte Catherine d'Alexandrie parmi les philosophes par Jean Simon Berthélemy, et Saint Denis prêchant la foi aux Gaulois par Joseph-Benoît Suvée.

### Les orgues

#### Grand orgue

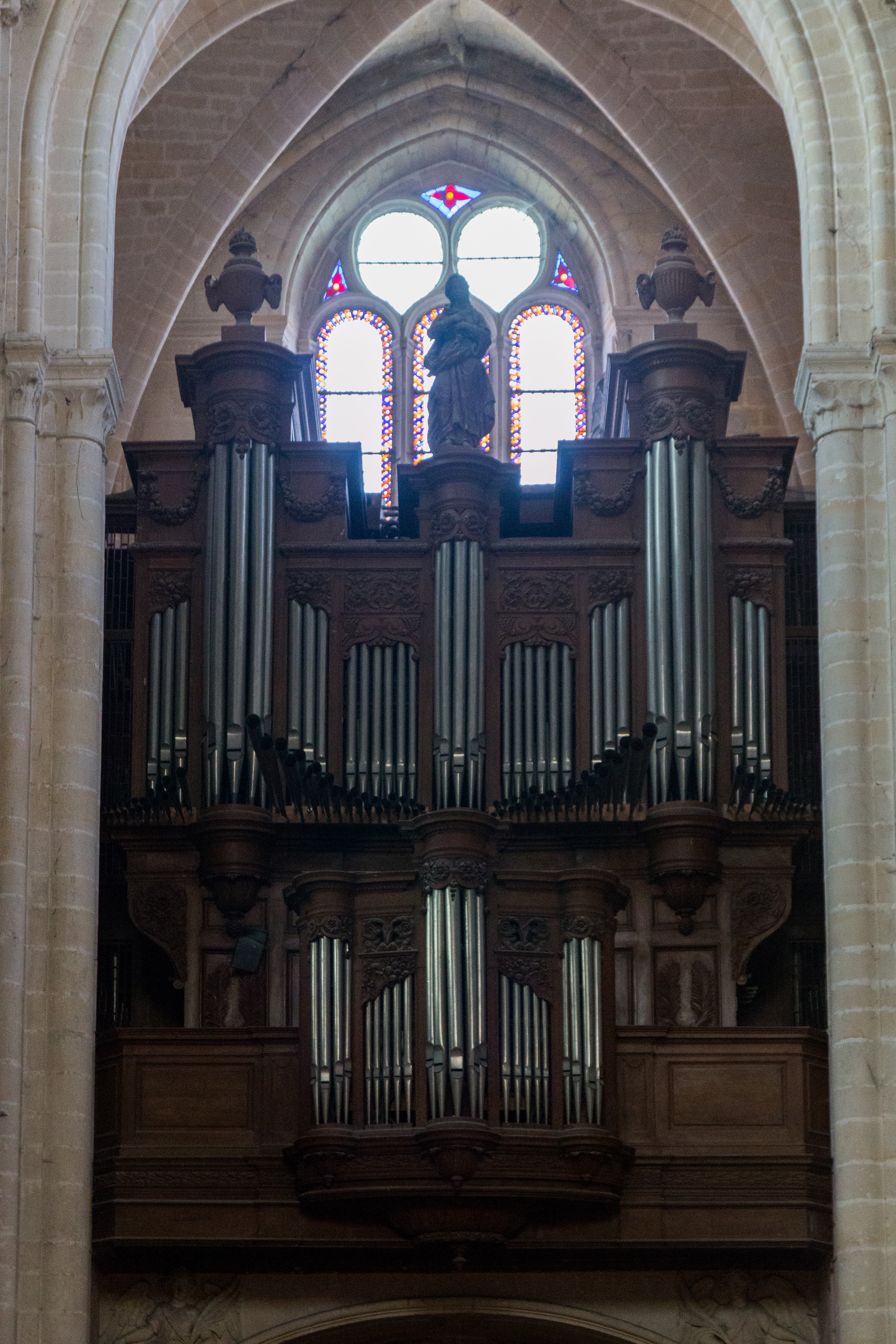
Le grand-orgue

L'instrument a été construit pour l'abbaye Saint-Vincent de Senlis par un facteur demeuré inconnu. Il a été reconstruit sur place par François-Henri Clicquot en 1760. L'orgue fut transféré par Monsigny en 1805 et l'expertise effectuée par Somer et Dallery. Ce dernier fut immédiatement chargé d'une restauration terminée en 1808. Après diverses réparations et divers projets, l'instrument fut refait en 1874 par Joseph Merklin. Il a été reconstruit récemment par Roger Lambert.
Le buffet a été construit en 1647 par Claude Brisson, menuisier à Paris, aidé de son frère Jean, menuisier à Compiègne. L'instrument est réparti en un grand-corps et un positif dorsal. La façade du Grand-Orgue possède trois tourelles de cinq tuyaux, la petite au centre. Chaque tourelle est encadrée de deux plates-faces de six tuyaux au centre et trois tuyaux aux extrémités. Le Grand-corps mesure 4,34 m de largeur au soubassement, 5,22 m au niveau de la tuyauterie, environ 6 m de hauteur et 1,47 m de profondeur.
À l'arrière de ce buffet, l'instrument a été agrandi en largeur jusqu'aux murs, d'une profondeur d'environ 2,50 m. Le Positif de forme convexe possède trois tourelles, la grande au centre et deux plates-faces. Toutes les sections on cinq tuyaux. Il mesure 2,30 m de largeur, 2,15 m de hauteur et environ 1,50 m de profondeur au centre. L'orgue de tribune fait l’objet d’un classement au titre objet des monuments historiques par la liste de 1840. Le buffet d'orgue fait l’objet d’un classement au titre objet des monuments historiques par la liste de 1840.

L'instrument est actuellement en relevage par l'entreprise Orgues Giroud Successeurs (2020-2022) :
- La console est refaite : pose d'une transmission électrique et numérique - combinateur Eltec (avec séquenceur)
- Accouplements 16,8,4, tirasses 8,4; Crescendo; Coupure de pédale
- Pose de nouveaux moteurs de tirages de jeux – électro-aimants pour les notes
- Accord général - Harmonie
- Réfection des peaux - étanchéité des sommiers - gravures
- Réfection de la soufflerie / portes vent

Composition
| Positif 56 notes |
| Montre 8'        |
| Bourdon 8'       |
| Prestant 4'      |
| Nazard 2 2/3'    |
| Doublette 2'     |
| Tierce 1 3/5'    |
| Fourniture III   |
| Cromorne 8'      |

| Grand-Orgue 56 notes |
| Montre 16'           |
| Bourdon 16'          |
| Montre 8'            |
| Flûte harmonique 8'  |
| Salicional 8'        |
| Prestant 4'          |
| Quinte 2 2/3'        |
| Doublette 2'         |
| Fourniture IV        |
| Cymbale III          |
| Cornet V             |
| Bombarde 16'         |
| Trompette 8'         |
| Clairon 4'           |
| Chamade 8' Tr        |
| Clairon Tr 4'        |

| Récit 56 notes       |
| Cor de nuit 8'       |
| Gambe 8'             |
| Voix céleste 8'      |
| Flûte traversière 8' |
| Flûte 4'             |
| Flûte 2'             |
| Plein Jeu IV         |
| Trompette 8'         |
| Voix humaine 8'      |
| Hautbois 4'          |

| Solo 56 notes       |
| Bourdon 16'         |
| Principal 8'        |
| Flûte creuse 8'     |
| Flûte douce 4'      |
| Gde septième 2 1/7' |
| Gde neuviène 1 1/9' |
| Cornet III          |
| Fourniture III      |
| Douçaine 16'        |
| Chamade 8’          |
| Chamade 4'          |

| Pédale 32 notes |
| Soubasse 32'    |
| Contrebasse 16' |
| Soubasse 16'    |
| Flûte 8'        |
| Bourdon 8'      |
| Violoncelle 8'  |
| Flûte 4'        |
| Principal 4'    |
| Fourniture IV   |
| Bombarde 16'    |
| Trompette 8'    |
| Clairon 4'      |
| Chamade 8' Tr   |
| Chamade 4 Tr    |

## Les musiciens de la cathédrale
Comme partout en France et en Europe, depuis le Moyen-Âge jusqu'à la suppression, en France, des chapitres canoniaux par le Comité ecclésiastique révolutionnaire (1790), l'église de Senlis entretient un chœur masculin professionnel de haut niveau, placé sous l'autorité du maître de musique (qu'on appelle aujourd'hui maître de chapelle). La voix de dessus (la voix de soprano) est assurée par huit enfants de chœur (les enfants du chœur). Pendant 10 à 12 ans, ils chantent en apprenant à la maîtrise : le chant, plus généralement la musique ainsi que la composition musicale. Plusieurs basses (instrumentales) sont mises à leur disposition, comme le serpent (à partir du XVIIe siècle au moins), ainsi qu'une ou deux basses de viole (à partir du XVIe siècle environ) remplacées plus tard par des violoncelles (au XVIIIe siècle). Au XVIIIe siècle encore, ils peuvent y apprendre à jouer du violon, et, dès les XVIe – XVIIe siècles peut-être, de l'épinette ou du clavecin, pour préparer l'apprentissage de l'orgue (de chœur d'abord, le petit orgue) afin d'accompagner ce qui, parmi les motets, nécessite une basse continue. L’équipe éducative est complétée par un maître de latin et par un des musiciens du chapitre, chargé tout d'abord de donner aux enfants des leçons de lecture et d’écriture. L'apprentissage des comptes n'y est pas oublié.

### Quelques maîtres de musique du chapitre
- X... (non renseigné)

- François Cosset (1610-1664) exerça à la cathédrale pendant une période indéterminée. Comme tous les autres maîtres il y enseigna la musique aux jeunes chantres (les enfants de chœur), dirigea ce dernier et composa la musique non directement liturgique qui y était chantée.

- Pierre Robert (1622-1699), de juin 1643 à 1650 puis de mars 1652 au 28 avril 1653. Il devint ensuite maître de musique de la cathédrale Notre-Dame de Paris, puis un des quatre sous-maîtres de la chapelle du roi Louis XIV (le maître était un ecclésiastique de haut-rang, sans fonction proprement musicale).

- X... (non renseigné)

- Pierre Tabart, à partir de 1683. Il meurt en décembre 1716.

- Joseph Valette de Montigny (Béziers, 1665-Toulouse, 1738), au début du règne de Louis XV (1718-1725).

- Pierre Laurent Lhuit, maître de musique vers le premier tiers du XVIIIe siècle[16].

- Jean-Baptiste François Sauvé.

- Début des années 1770 : Nicolas Médard Foy, qui collabora ensuite avec Mozart en tant que directeur de la musique du maréchal de Noailles.

- 23 juillet 1771, Jean Antoine Havard, musicien de la cathédrale, 27 ans, demeurant sur la paroisse Notre-Dame depuis plusieurs années, épouse Marie Anne Bonnel, maîtresse couturière, fille majeure de Pierre Bonnel, chantre habitué et sacristain de la collégiale et Sainte-Chapelle Saint-Frambourg, et de Marie Labbé. L'acte de mariage est notamment signé par Nicolas Médard Foy, maître de musique en la cathédrale de Senlis.

- 14 avril 1777 : Louis-Marcel Bayart est reçu maître de musique. « Le sieur Louis Marcel Bayart ci-devant maître de musique d'Avranches a été reçu en qualité de maître de musique de notre église samedi dernier [le 12] »[17].

- 27 septembre 1781 : Le chapitre cathédral enregistre la démission de son maître de musique et décide « de lui accorder une certificat de bonne vie et mœurs ».

- 27 octobre 1781. Après un intérim assuré par le musicien haute-contre Antoine Havard, c'est le Bourguignon Claude Nicolon, dit Lenoir[18] qui lui succède.

- 3 novembre 1784 : Ayant licencié brutalement son maître de musique, Claude Lenoir (à la suite d’un mystérieux scandale), le chapitre choisit Jean Antoine Havard « pour veiller sur nos enfants [du chœur] et les instruire ». Il lui recommande « beaucoup d'exactitude » et lui interdit de « laisser aller ses [propres] enfants à la maîtrise ». Ce n'est pas la première fois qu'on lui confie une telle tâche.

- Jean Antoine Havard assure ainsi l'intérim jusqu'à l'arrivée du maître suivant, Nicolas Lallier, élève de Guignet de Meaux, juste avant Noël 1784. Le 28 décembre, Havard reçoit 48 livres du chapitre, « pour le temps qu'il a gouverné notre maîtrise »[17].

- 28 août 1789, Abel François Augustin Bernard est engagé comme maître de musique. Jusqu'à la dispersion nationale des chapitres canoniaux par le Comité ecclésiastique révolutionnaire, à l'automne 1790.